# ماريو إدواردز
ماريو إدواردز (بالإنجليزية: Mario Edwards)‏ هو لاعب كرة قدم أمريكية أمريكي، ولد في 1 نوفمبر 1975 في مقاطعة كلايتون في الولايات المتحدة.

## وصلات خارجية
- ماريو إدواردز على موقع مرجع كرة القدم المحترفة.كوم (الإنجليزية)